# Pervyj kanal
Pervyj kanal (russisk: Первый канал, tr. Pervyj kanal) er den russiske "kanal 1", den ældste tv-kanal i Rusland, kan ses af størstedelen af befolkningen. Den russiske regering ejer 51% af aktierne i selskabet. Kanalens hovedkontor er placeret i Ostankinskajatårnet i Moskva.
Fra 1995 til 2002 var Pervyj kanal kendt som Russisk Public Television, russisk: Общественное Российское Телевидение, tr. Obsjtjestvennoje rossijskoje televidenije (ORT).
Kanalen nuværende ejerskab består af tre tilsyneladende ukendte og små virksomheder, ORT-KB, Eberlink-2002 Rastrkom. Nogle hævder, at alle tre selskaber ejes af Roman Abramovich, på trods af, at denne påstand helt ubegrundet.
I 2000'erne producerede den første kanal to af de største filmsucceser i Rusland nogensinde, Nightwatch i 2004 og tyrkisk Gambit i 2005.
Som den mest udbredte af de russiske landsdækkende kanaler har Pervyj kanal over 250 millioner seere over hele verden.
Siden 2006 er Vladimir Pozner og Mikhail Leontev blandt de mest fremtrædende politiske journalister på kanalen.
| Fjernsyn | Spire Denne artikel om en tv-kanal er en spire som bør udbygges. Du er velkommen til at hjælpe Wikipedia ved at udvide den. |